# Critérium du Dauphiné
Critérium du Dauphiné er et fransk etape-cykelløb der køres hvert år i den første halvdel af juni. Løbet, der blev kørt første gang i 1947, køres i den franske Dauphiné-region og organiseres af ASO, organisationen bag Tour de France. Løbet blev tidligere arrangeret af avisen Le Dauphiné Libéré og bar dengang avisens navn: Dauphiné Libéré. Da løbet køres umiddelbart før Tour de France bruges det af mange cykelryttere som en opvarmning og test dertil.
Dauphiné-regionen er meget bjergrig og derfor har mange af Critérium du Dauphiné's vindere gennem tiderne været ryttere der er stærke i bjergene. To af de mest kendte bjerge i Dauphiné-regionen er Mont Ventoux og Col du Galibier, bjerge der ofte også er med i Tour de France.

## Vindere
| År                           | Vinder               | Toer                 | Treer                    |
| ---------------------------- | -------------------- | -------------------- | ------------------------ |
| Dauphiné Libéré              |                      |                      |                          |
| 1947                         | Edward Klabiński     | Gino Sciardis        | Fermo Camellini          |
| 1948                         | Édouard Fachleitner  | Paul Giguet          | Jean Robic               |
| 1949                         | Lucien Lazaridès     | Jean Robic           | Fermo Camellini          |
| 1950                         | Nello Lauredi        | Apo Lazaridès        | Bim Diederich            |
| 1951                         | Nello Lauredi        | Antonin Rolland      | Lucien Lazaridès         |
| 1952                         | Jean Dotto           | Nello Lauredi        | Jean Le Guilly           |
| 1953                         | Lucien Teisseire     | Charly Gaul          | Jean Robic               |
| 1954                         | Nello Lauredi        | Jempy Schmitz        | Pierre Molinéris         |
| 1955                         | Louison Bobet        | Roger Walkowiak      | Marcel De Mulder         |
| 1956                         | Alex Close           | Antonin Rolland      | Fernand Picot            |
| 1957                         | Marcel Rohrbach      | René Privat          | Jempy Schmitz            |
| 1958                         | Louis Rostollan      | Francis Pipelin      | Jempy Schmitz            |
| 1959                         | Henry Anglade        | Raymond Mastrotto    | Roger Rivière            |
| 1960                         | Jean Dotto           | Raymond Mastrotto    | Gérard Thiélin           |
| 1961                         | Brian Robinson       | Raymond Mastrotto    | François Mahé            |
| 1962                         | Raymond Mastrotto    | Hennes Junkermann    | Raymond Poulidor         |
| 1963                         | Jacques Anquetil     | José Pérez Francés   | Fernando Manzaneque      |
| 1964                         | Valentín Uriona      | Raymond Poulidor     | Esteban Martín Jiménez   |
| 1965                         | Jacques Anquetil     | Raymond Poulidor     | Karl-Heinz Kunde         |
| 1966                         | Raymond Poulidor     | Carlos Echeverría    | Francisco Gabica         |
| 1967-1968 ikke afholdt       |                      |                      |                          |
| 1969                         | Raymond Poulidor     | Ferdinand Bracke     | Roger Pingeon            |
| 1970                         | Luis Ocaña           | Roger Pingeon        | Herman Vanspringel       |
| 1971                         | Eddy Merckx          | Luis Ocaña           | Bernard Thévenet         |
| 1972                         | Luis Ocaña           | Bernard Thévenet     | Lucien Van Impe          |
| 1973                         | Luis Ocaña           | Bernard Thévenet     | Joop Zoetemelk           |
| 1974                         | Alain Santy          | Raymond Poulidor     | Jean-Pierre Danguillaume |
| 1975                         | Bernard Thévenet     | Francesco Moser      | Joop Zoetemelk           |
| 1976                         | Bernard Thévenet     | Vicente López Carril | Raymond Delisle          |
| 1977                         | Bernard Hinault      | Bernard Thévenet     | Lucien Van Impe          |
| 1978                         | Michel Pollentier    | Mariano Martínez     | Francisco Galdós         |
| 1979                         | Bernard Hinault      | Henk Lubberding      | Francisco Galdós         |
| 1980                         | Johan van der Velde  | Raymond Martin       | Joaquim Agostinho        |
| 1981                         | Bernard Hinault      | Joaquim Agostinho    | Greg LeMond              |
| 1982                         | Michel Laurent       | Jean-René Bernaudeau | Pascal Simon             |
| 1983                         | Greg LeMond          | Robert Millar        | Robert Alban             |
| 1984                         | Martín Ramírez       | Bernard Hinault      | Greg LeMond              |
| 1985                         | Phil Anderson        | Steven Rooks         | Pierre Bazzo             |
| 1986                         | Urs Zimmermann       | Ronan Pensec         | Joop Zoetemelk           |
| 1987                         | Charly Mottet        | Henry Cárdenas       | Ronan Pensec             |
| 1988                         | Luis Herrera         | Niki Rüttimann       | Charly Mottet            |
| 1989                         | Charly Mottet        | Robert Millar        | Thierry Claveyrolat      |
| 1990                         | Robert Millar        | Thierry Claveyrolat  | Álvaro Mejía Castrillón  |
| 1991                         | Luis Herrera         | Laudelino Cubino     | Tony Rominger            |
| 1992                         | Charly Mottet        | Luc Leblanc          | Gianni Bugno             |
| 1993                         | Laurent Dufaux       | Oliverio Rincón      | Éric Boyer               |
| 1994                         | Laurent Dufaux       | Ronan Pensec         | Artūras Kasputis         |
| 1995                         | Miguel Indurain      | Chris Boardman       | Vicente Aparicio         |
| 1996                         | Miguel Indurain      | Tony Rominger        | Richard Virenque         |
| 1997                         | Udo Bölts            | Abraham Olano        | Jean-Cyril Robin         |
| 1998                         | Armand de Las Cuevas | Miguel Ángel Peña    | Andrej Teterjuk          |
| 1999                         | Alekszandr Vinokurov | Jonathan Vaughters   | Wladimir Belli           |
| 2000                         | Tyler Hamilton       | Haimar Zubeldia      | Lance Armstrong          |
| 2001                         | Christophe Moreau    | Pavel Tonkov         | Benoît Salmon            |
| Critérium du Dauphiné Libéré |                      |                      |                          |
| 2002                         | Lance Armstrong      | Floyd Landis         | Christophe Moreau        |
| 2003                         | Lance Armstrong      | Iban Mayo            | David Millar             |
| 2004                         | Iban Mayo            | Tyler Hamilton       | Óscar Sevilla            |
| 2005                         | Íñigo Landaluze      | Santiago Botero      | Levi Leipheimer          |
| 2006                         | Levi Leipheimer      | Christophe Moreau    | Bernhard Kohl            |
| 2007                         | Christophe Moreau    | Cadel Evans          | Andrej Kasjetjkin        |
| 2008                         | Alejandro Valverde   | Cadel Evans          | Levi Leipheimer          |
| 2009                         | Alejandro Valverde   | Cadel Evans          | Alberto Contador         |
| Critérium du Dauphiné        |                      |                      |                          |
| 2010                         | Janez Brajkovič      | Alberto Contador     | Tejay van Garderen       |
| 2011                         | Bradley Wiggins      | Cadel Evans          | Alekszandr Vinokurov     |
| 2012                         | Bradley Wiggins      | Michael Rogers       | Cadel Evans              |
| 2013                         | Chris Froome         | Richie Porte         | Daniel Moreno            |
| 2014                         | Andrew Talansky      | Alberto Contador     | Jurgen Van den Broeck    |
| 2015                         | Chris Froome         | Tejay van Garderen   | Rui Costa                |
| 2016                         | Chris Froome         | Romain Bardet        | Daniel Martin            |
| 2017                         | Jakob Fuglsang       | Richie Porte         | Daniel Martin            |
| 2018                         | Geraint Thomas       | Adam Yates           | Romain Bardet            |
| 2019                         | Jakob Fuglsang       | Tejay van Garderen   | Emanuel Buchmann         |
| 2020                         | Daniel Martínez      | Thibaut Pinot        | Guillaume Martin         |
| 2021                         | Richie Porte         | Aleksej Lutsenko     | Geraint Thomas           |
| 2022                         | Primož Roglič        | Jonas Vingegaard     | Ben O'Connor             |
| 2023                         | Jonas Vingegaard     | Adam Yates           | Ben O'Connor             |
| 2024                         | Primož Roglič        | Matteo Jorgenson     | Derek Gee                |
| 2025                         |                      |                      |                          |